# 丁石孫
丁 石孫（てい せきそん、1927年9月5日 - 2019年10月12日）は、中華人民共和国の数学者・学校管理者・政治家である。1989年の天安門事件のときの北京大学学長であり、それにより辞職を余儀なくされた。1996年から2005年まで中国民主同盟主席を務め、全国人民代表大会常務委員会の副委員長を務めた。

## 幼年期と教育
丁は1927年9月5日に中華民国・上海市で丁家丞と劉蕙仙の間に生まれた。本籍は江蘇省鎮江市だった。1944年から1947年まで上海の大同大学に通った。反政府学生活動に参加した丁は、国民党政府に逮捕され、大学から追放された。そのため、丁は北京に移り、1948年に清華大学に入学した。

## 初期の経歴
丁は、中華人民共和国設立後の1950年に清華大学数学科を卒業し、助教授として大学に雇用された。1952年に、丁は北京大学に移り、講師、後に教授に昇進した。
1958年の反右派闘争中、丁は「右派」と非難された人々に同情した。丁は右派ではないが、行政上の警告を受け、1960年に中国共産党から追放された。丁の党籍は後に回復した。1966年に文化大革命が勃発したとき、丁は投獄され、後に労働改造のために五七幹校に送られた。
1976年の文化大革命の終了後、丁の政治的名誉は回復され、北京大学数学部の副学部長に任命された。1980年に学部長に昇進した。

## 北京大学学長
1982年、丁は学部長を辞任し、ハーバード大学に客員研究員として在籍した。丁がアメリカにいる間、北京大学では1983年に上級教授陣の間で次期学長を選出する投票を行い、丁が最多得票を得た。
1984年3月、丁は57歳で北京大学学長に任命された。丁は授業、特に基礎課程の授業を実施した教員に報奨する方針を実施し、授業をしなかった教員のボーナスを差し控え、授業もせず重要な研究もしていない教員は解雇した 。学長となってからも、丁は高等代数学の基礎課程の授業を行った。
『炎黄春秋』によれば、毛沢東の孫の毛新宇が1988年に高校を卒業したとき、母親の邵華は息子を北京大学に入学させようとした。丁は、自由主義志向の学生の間で毛新宇の安全を保証できないとして、邵華の要求を拒否した。結局、毛新宇は中国人民大学に入学した。
在任中、丁は「民主主義と科学」の精神を促進したが、丁の改革のいくつかは政府によって妨害された。1988年、丁は辞表を国家教育委員会主任（教育大臣）李鉄映に提出したが、李はそれを認めなかった。1989年の天安門事件では、北京大学の学生が主導的な役割を果たし、丁は抗議行動への参加を妨げなかった。1989年6月に中国政府が抗議行動を弾圧した後、丁は1989年8月に辞任を余儀なくされた。後任の学長には中国人民大学副学長の呉樹青が就任した。
中国中央電視台でのインタビューで、丁は学長としての任期は失敗だったとし、北京大学を自分が思い描いた理想的な大学に変えられなかったと語った。しかし、著名な学者である季羨林は、丁を、蔡元培とともに北京大学史上最高の学長であると述べた。

## その後の経歴
中国民主同盟(CDL)主席・費孝通の勧誘により、丁は1993年にCDLの常勤副主席になったが、北京大学での数学の授業は続けた。
1996年11月、丁は費孝通の後任のCDL主席となった。丁は1998年に全国人民代表大会常務委員会副委員長となり、2008年まで2期を務めた。

## 死去
丁は2019年10月12日に北京で亡くなった。92歳だった。10月17日に八宝山革命公墓に埋葬された。

## 私生活
1956年、丁は北京大学化学科の教員の桂琳琳と結婚した。結婚式は大学のキャンパスで行われ、多くの学生や教員が参列した。2人の間には子供が1人いる。